# Trattato di Parigi (1797)
Il trattato di Parigi fu un trattato firmato il 10 agosto 1797, ossia il 23 termidoro V, dalla Repubblica Francese del Direttorio e dal Regno del Portogallo.
La pace fra francesi e spagnoli aveva già rassicurato il Portogallo sull’esclusione dei rivoluzionari dalla Penisola iberica, e sui mari la situazione era di stallo. Per i lusitani fu dunque conveniente la pace, approfittandone per regolare alcune questioni di confine nelle colonie.